# Леополдо Конти
Вижте пояснителната страница за други личности с името Конти.
Леополдо Конти (на италиански: Leopoldo Conti) е италиански футболист и треньор, национал, роден на 12 април 1901 г. в Милано, Италия.

## Клубна кариера
Още като юноша, за неговия подпис се борят два скромни отбора от Милано (Ардита и Енториа) и когато е извикан на проби за отборите, случайно отсяда в къщата на привърженици на ФК Интер, които го убеждават да заиграе с черно-синята фланелка.
Дебютира за Интер през 1919 г., като вкарва 7 гола в 21 мача и печели първото си скудето с тима, както и повиквателна за националния отбор на Италия. Прекарва следващия сезон в Падуа, след което отново се завръща в Интер за следващите десет години от кариерата си. През 1930 г. си партнира в атака с младия Джузепе Меаца, вкарва 9 гола за отбора и така печели втория си шампионат. С черно-синята фланелка изиграва общо 222 мача, в които отбелязва 75 гола.
Приключва футболната си кариера в Про Партия, където от 1931 до 1933 г. изпълнява функцията на играещ треньор. В краткия си опит като специалист води и отбора на Лечо в „Серия C“ в периода 1934 – 1937.

## Кариера в националния отбор
За националния отбор на Италия Конти дебютира на 28 март 1920 г. в мача с Швейцария, загубен с 3:0. Изиграва 31 мача за тима, в които вкарва 8 гола. Част е от състава на Италия на олимпийските игри в Париж.

## Отличия
- Шампион на Италия: 2 пъти

Интер: 1919-20, 1929-30
| Капитани на ФК Интер | Капитани на ФК Интер     | Капитани на ФК Интер |
| -------------------- | ------------------------ | -------------------- |
| Предшественик        | Период                   | Наследник            |
| Ермано Аеби          | Леополдо Конти 1922-1931 | Джузепе Меаца        |